# Warneton (Nord)
Warneton (flämisch: Frans Waasten) ist eine französische Gemeinde mit 233 Einwohnern (Stand: 1. Januar 2022) im Département Nord in der Region Hauts-de-France. Sie gehört zum Arrondissement Lille und zum Kanton Armentières. Die Einwohner werden Warnetonnois genannt.

## Geographie
Die Gemeoinde Warneton liegt etwa 14 Kilometer nordwestlich von Lille an der Leie (frz.: Lys), die die nördliche Gemeindegrenze und die Staatsgrenze zu Belgien bildet. Umgeben wird Warneton von den Nachbargemeinden Comines-Warneton (Belgien) im Westen und Norden, Comines im Osten sowie Deûlemont im Süden.

## Bevölkerungsentwicklung
| Jahr                       | 1962 | 1968 | 1975 | 1982 | 1990 | 1999 | 2006 | 2013 | 2021 |
| -------------------------- | ---- | ---- | ---- | ---- | ---- | ---- | ---- | ---- | ---- |
| Einwohner                  | 216  | 197  | 198  | 171  | 179  | 178  | 189  | 225  | 234  |
| Quellen: Cassini und INSEE |      |      |      |      |      |      |      |      |      |

## Sehenswürdigkeiten
- Bunker aus der deutschen Besatzungszeit im Zweiten Weltkrieg

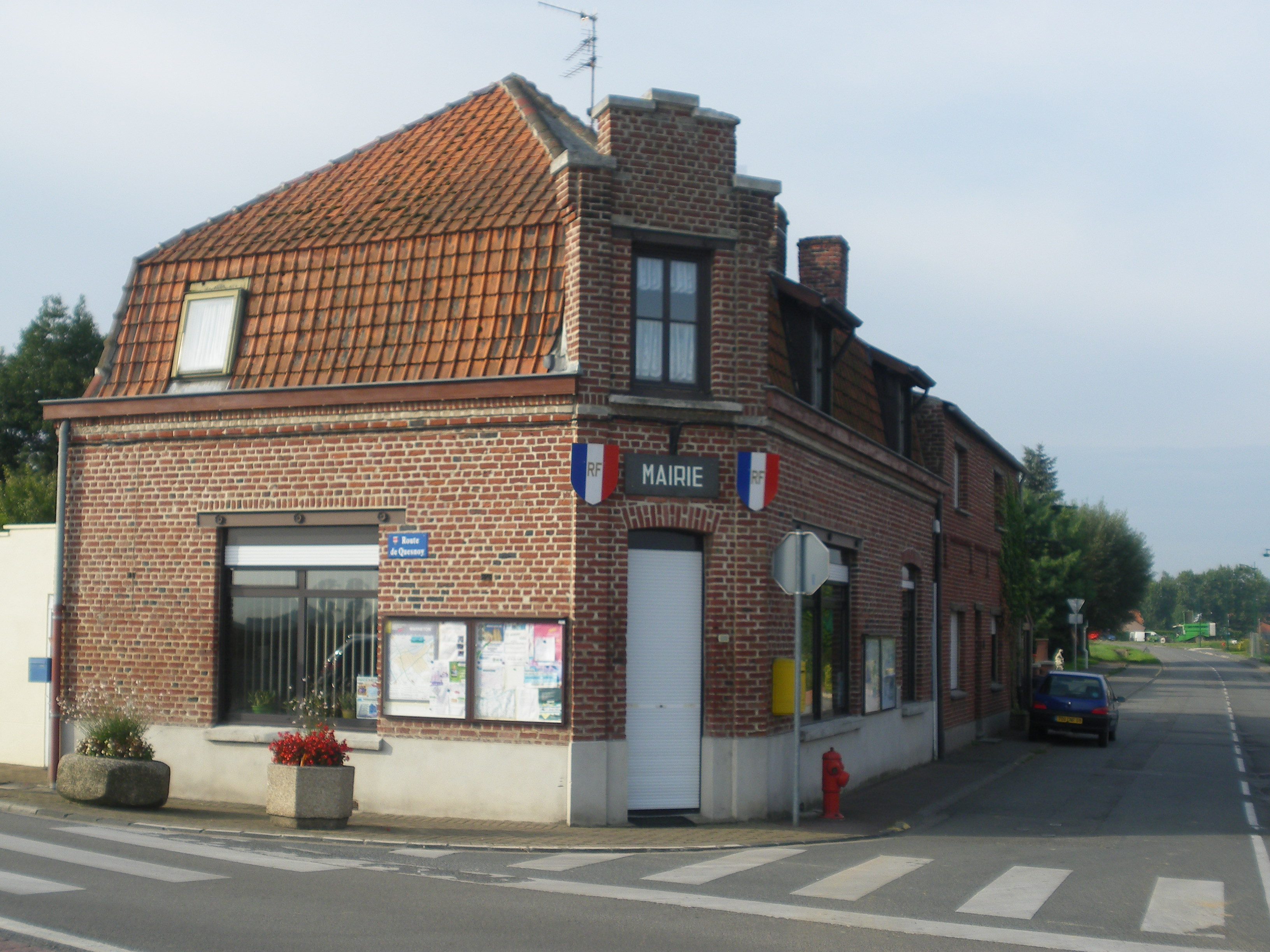
Rathaus (mairie)
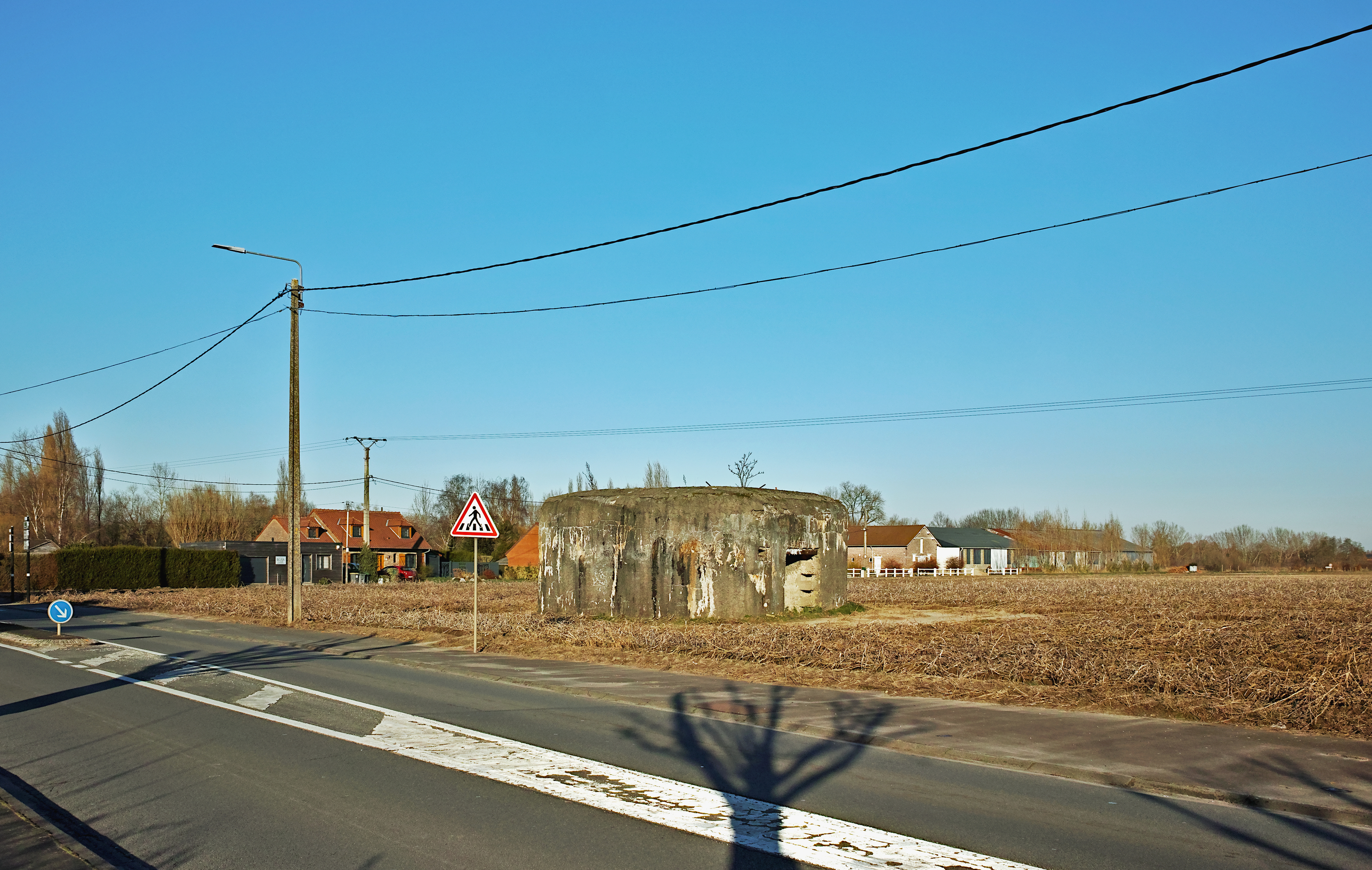
Bunker